# Jonas Olson
Jonas Olson, född 1978, är en svensk filosof.
Olson är professor i praktisk filosofi vid Stockholms universitet. Han har huvudsakligen forskat om metaetik och har gett ut boken Moral Error Theory: History, Critique, Defence (2014). Han är också redaktör för The Oxford Handbook of Value Theory (2015) och har utöver detta publicerat ett otal vetenskapliga artiklar.